# Adán Vergara
Adán Jonathan Vergara Villagra (* 9. Mai 1981 in Iquique) ist ein ehemaliger chilenischer Fußballspieler. Der Verteidiger gewann mehrmals die chilenische Meisterschaft.

## Karriere

### Verein
Adán Vergara erlernte das Fußball-ABC in den Jugendabteilungen von CF Universidad de Chile und CD Cobreloa. Zur Saison 1998 rückte er in den Profikader von Cobreloa auf. Schon bald spielte er sich in die Startelf des Klubs. 2003 konnte der Defensivspieler mit CDC sowohl die Apertura-, wie auch die Clausura-Meisterschaft gewinnen. Im Folgejahr verteidigte man den Clausura-Titel. Im April 2004 wurde er nach einem positiven Dopingtest für sechs Monate gesperrt. 2005 wechselte Vergara nach Mexiko, wo er bei CF Atlante unterzeichnete. Mit diesen gewann er im Sommer die Copa Pachuca. Nach diesem Erfolg wechselte der Verteidiger nach Brasilien, zu CR Vasco da Gama. Nach nur wenigen Partien für die Bacalhau zog es Vergara wieder nach Chile, wo er fortan für Unión Española spielte. Nach konstanten Leistungen, wurden europäische Klubs auf den Defensivakteur aufmerksam. Nachdem sein Vertrag bei Unión ausgelaufen war, war Vergara vereinslos und hielt sich beim Schweizer Verein FC Zürich fit. Nach guten Eindrücken nahm Trainer Bernard Challandes ihn unter Vertrag. Schon 2006 spielte Vergara beim FCZ vor, blieb damals aber noch in Chile. Nach nur einem Jahr wurde Vergara an Ligakonkurrent FC Luzern verliehen. Zu diesem Zeitpunkt hatte er bei den Zürcher Kickern keine Chance mehr und wurde bereits in die zweite Mannschaft degradiert. Doch auch beim neuen Klub lief es nicht gut. In seinem ersten Pflichtspiel für Luzern wurde der Südamerikaner nach einem Kopfstoß gegen Xavier Hochstrasser vom Platz gestellt. Kurz darauf, im März, wechselte der Chilene nach China, zu Dalian Shide. Seit 2010 spielt er wieder in der Primera División seines Heimatlandes, wo er die Farben von CD Universidad Católica vertritt. Mitte 2011 wechselte er zu CD Santiago Wanderers, konnte sich aber auch dort nicht durchsetzen. Nach einem kurzen Engagement in Venezuela spielte er bis zu seinem Karriereende 2017 in Chile.

### Nationalmannschaft
Vergara trug das Trikot verschiedener Junioren-Auswahlmannschaften Chiles. Mit diesen nahm er unter anderem an der Junioren-Fußballweltmeisterschaft 2001 teil. Nach den zwei Auftaktniederlagen, kam Vergara im letzten Vorrundenspiel zu seinem ersten und einzigen Einsatz im Wettbewerb. Beim einzigen Sieg während des Turniers war der Verteidiger über die volle Spielzeit auf dem Feld.

## Erfolge
- Apertura-Meisterschaft mit CD Cobreloa: 2003
- Clausura-Meisterschaft mit CD Cobreloa: 2003
- Clausura-Meisterschaft mit CD Cobreloa: 2004
- Copa Pachuca mit CF Atlante: 2005